# 第十管区海上保安本部
第十管区海上保安本部（だいじゅうかんくかいじょうほあんほんぶ）は、主に九州南部地方の東シナ海、八代海、太平洋ならびに熊本県、宮崎県、鹿児島県を管轄範囲とする、海上保安庁の管区海上保安本部の一つである。
略称は十管（十管本部と称呼することもある）、英語表記は10th Regional Coast Guard Headquarters。本部は鹿児島県鹿児島市東郡元町にあり、下部組織として5つの海上保安部、8つの海上保安署・分室、航空基地1カ所を有する。

## 特徴
第十管区管内には900あまりの離島が点在し、広大な管区を有する。そして、住民の生活に船舶が欠かせない。温暖な地であるため、ダイビングや釣りなどのマリンレジャーやマリンスポーツも盛んであり、これらに関わる海難事案が多い為、海難救助業務に力を入れている。
その一方で、日本から東南アジア諸国へと向かうシーレーン航路でもあり、中華人民共和国の船舶や艦艇が太平洋に出るために通らなければならない国際海峡である大隅海峡もある。九州南西海域工作船事件が起きた地でもあるため、警備業務の体制を拡充している。管区内には川内原子力発電所もある。

## 十管関連年表
- 1962年1月1日：第十管区海上保安本部を新設　管轄地域は第七管区海上保安本部より分割された熊本県・宮崎県・鹿児島県および周辺海域（有明海を除く）
- 2007年（平成19年）4月1日：名瀬海上保安部が奄美海上保安部に、油津海上保安部が宮崎海上保安部に、牛深海上保安署が天草海上保安署に、山川海上保安署が指宿海上保安署にそれぞれ改称
- 2010年（平成22年）4月1日：細島海上保安署が日向海上保安署に改称
- 2016年（平成28年）10月1日：鹿児島海上保安部の下部機関として種子島海上保安署を新設
- 2024年（令和6年）10月１日：鹿児島航空基地の下部組織として七ツ島運航支援センターを、鹿児島海上保安部の下部組織として鹿児島港燃料給油施設の運用を開始

## 組織
- 第十管区海上保安本部（鹿児島県鹿児島市：鹿児島第2地方合同庁舎）[1]
  - 鹿児島海上保安部（鹿児島県鹿児島市：鹿児島港湾合同庁舎）
    - 指宿海上保安署（鹿児島県指宿市山川）
    - 喜入海上保安署（鹿児島県鹿児島市：喜入港湾合同庁舎）
    - 志布志海上保安署（鹿児島県志布志市：志布志港湾合同庁舎）
    - 種子島海上保安署(鹿児島県西之表市：種子島合同庁舎)
    - 鹿児島港燃料給油施設（鹿児島県鹿児島市）

  - 串木野海上保安部（鹿児島県いちき串木野市）
  - 奄美海上保安部（鹿児島県奄美市：名瀬第2地方合同庁舎）
    - 古仁屋海上保安署（鹿児島県大島郡瀬戸内町）

  - 熊本海上保安部（熊本県宇城市：三角港湾合同庁舎）
    - 天草海上保安署（熊本県天草市：牛深運輸総合庁舎）
    - 八代海上保安署（熊本県八代市：八代港湾合同庁舎）

  - 宮崎海上保安部（宮崎県日南市：油津港湾合同庁舎）
    - 日向海上保安署（宮崎県日向市：細島港湾合同庁舎）

  - 鹿児島航空基地（鹿児島県霧島市溝辺町）
    - 七ツ島運航支援センター（鹿児島県鹿児島市）

## 主な保有船艇・航空機

### 巡視船・巡視艇
令和７年４月現在、巡視船16隻、巡視艇13隻、計29隻を保有しているが、主要なものを以下に挙げる。
2016年（平成28年）12月の海上保安体制強化に関する関係閣僚会議決定に基づき

2019年（令和元年）からヘリコプター搭載型大型巡視船2隻「しゅんこう(PLH-42)」「れいめい(PLH-33)」を鹿児島海上保安部に配備し

代わりに「おおすみPLH-03」を第三管区海上保安本部横浜海上保安部へ配備転換された。
その後も南西諸島警備の後方拠点として、鹿児島海上保安部には大型巡視船が続々と配備され2024年4月末時点で、全国最多の5隻のPLHが配備されている。
- PLH-33 れいめい ヘリコプター1機搭載型 - 鹿児島海上保安部
- PLH-34 あかつき ヘリコプター1機搭載型 - 鹿児島海上保安部
- PLH-42 しゅんこう ヘリコプター2機搭載型 - 鹿児島海上保安部
- PLH-43 あさなぎ ヘリコプター2機搭載型 - 鹿児島海上保安部
- PLH-44 ゆみはり ヘリコプター2機搭載型 - 鹿児島海上保安部
- PL-202 おおすみ - 鹿児島海上保安部
- PL52  あかいし 高速高機能型巡視船 - 鹿児島海上保安部
- PL07  さつま　救難強化巡視船 - 鹿児島海上保安部
- PL67 あまぎ - 奄美海上保安部
- PL69 こしき　警備実施強化巡視船 - 鹿児島海上保安部

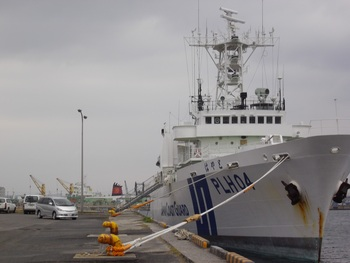
七ツ島港にて巡視船はやと
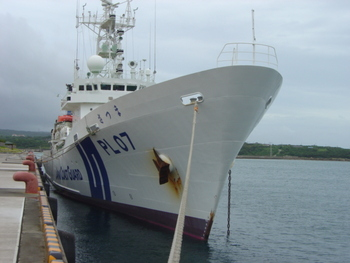
西之表港にて巡視船さつま
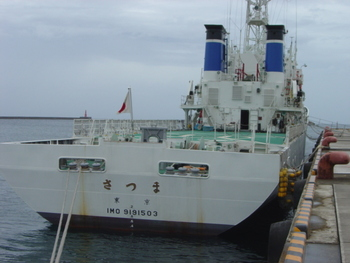
西之表港にて巡視船さつま
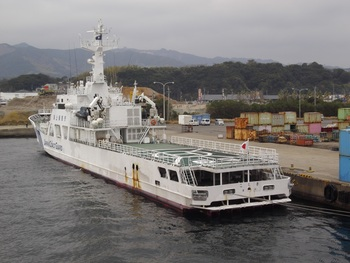
七ツ島港にて巡視船こしき
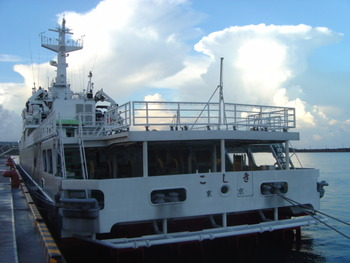
西之表港にて巡視船こしき
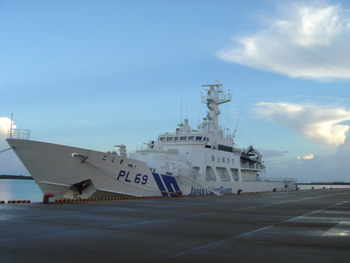
西之表港にて巡視船こしき

### 航空機
十管は固定翼機2機、回転翼機12機を保有している。

#### 鹿児島海上保安部（巡視船しゅんこう・れいめい・あかつき・あさなぎ・ゆみはり）
- 回転翼機
  - MH693 なべづる1号：スーパーピューマ225（しゅんこう搭載機）
  - MH694 なべづる2号：スーパーピューマ225（しゅんこう搭載機）
  - MH695 はやたか：スーパーピューマ225（れいめい搭載機）
  - MH696 あおわし：スーパーピューマ225（あかつき搭載機）
  - MH698 おおたか1号：スーパーピューマ225（あさなぎ搭載機）
  - MH699 おおたか2号：スーパーピューマ225（あさなぎ搭載機）
  - MH700 ゆみわし1号：スーパーピューマ225（ゆみはり搭載機）
  - MH701 ゆみわし2号：スーパーピューマ225（ゆみはり搭載機）

#### 鹿児島航空基地
- 固定翼機
  - MA951 うみつばめ1号：サーブ340B
  - MA952 うみつばめ2号：サーブ340B
- 回転翼機
  - MH976 まなづる1号：AW139
  - MH977 まなづる2号：AW139
  - MH805 うみたか1号：スーパーピューマ332
  - MH806 うみたか2号：スーパーピューマ332